# Mark-45-ASTOR
Der Mark 45 ASTOR (engl.: Mark 45 Anti-Submarine TORpedo) war ein Torpedo mit Atomsprengkopf der United States Navy für den Kampf gegen schnelle und tief tauchende U-Boote. 
Die Waffe war entweder 5,71 oder 5,76 Meter lang und hatte einen Durchmesser von 19 Inch (48 cm) bei einem Gewicht von 1004 bis 1057 Kilogramm (je nach Version). Einsetzbar war sie im Geradeauslauf gegen Oberflächenziele oder kabelgesteuert gegen U-Boote.
Der W34 Nukleargefechtskopf mit einer Sprengkraft von 11 Kilotonnen TNT-Äquivalent konnte nur mittels eines Befehls über das Steuerkabel gezündet werden, es gab keine Zünder an Bord des Torpedos, um so Anforderungen an die Sicherheit von Nuklearwaffen genüge zu tun. Da es so zwangsläufig eine Fernsteuerung gab, konnte auf eine Zielsuchausrüstung in der Waffe verzichtet werden, alle Zieldaten und Lenkinformationen wurden vom abschießenden Boot gesammelt und übermittelt. 
1976 war der Nachweis der Leistung des Torpedos Mark 48 erbracht, somit konnte der Mark 45 außer Dienst gestellt werden. Einige ausgemusterte Torpedos wurden als Demonstrationsmodelle umgebaut und mit konventionellen Sprengköpfen sowie einfachen Zielsuchmechanismen ausgestattet als Mark 45 Mod 1 Freedom Torpedo den Marinen anderer Staaten angeboten, es kam jedoch zu keinem Verkauf.
Insgesamt wurden 600 Mark-45-ASTOR-Torpedos bei der Westinghouse Electric Corporation produziert.